# Дорогой Эван Хансен (фильм)
«Дорогой Эван Хансен» (англ. Dear Evan Hansen) — американский художественный фильм режиссёра Стивена Чбоски, вышедший в 2021 году. Экранизация одноимённого бродвейского мюзикла.

## Сюжет
Эван Хансен — старшеклассник, который с трудом общается с людьми из-за социофобии и по совету врача пишет письма самому себе. Одно из них попадает в руки его сверстника Коннора Мёрфи, который вскоре совершает самоубийство. Родители Коннора решают, что Эван был близким другом их сына.

## Актёры
- Бен Платт — Эван Хансен
- Кейтлин Дивер — Зоуи Мёрфи
- Амандла Стенберг — Алана Бек
- Ник Додани — Джаред Кальвани
- Колтон Райан — Коннор Мёрфи
- Дэнни Пино — Ларри Мора
- Джулианна Мур — Хайди Хансен
- Эми Адамс — Синтия Мёрфи

## Отзывы
Фильм получил невысокие оценки от большинства критиков. Сайт Rotten Tomatoes даёт ему 29% на основе анализа 279 профессиональных рецензий. При этом зрительский рейтинг на том же ресурсе составляет 88%.

## Награды и номинации
| Награда        | Дата вручения | Категория                    | Номинанты и получатели            | Результат | П.    |
| -------------- | ------------- | ---------------------------- | --------------------------------- | --------- | ----- |
| Золотая малина | 26 марта 2022 | Худший режиссёр              | Стивен Чбоски                     | Номинация | [ 5 ] |
| Золотая малина | 26 марта 2022 | Худший актёр                 | Бен Платт                         | Номинация | [ 5 ] |
| Золотая малина | 26 марта 2022 | Худшая актриса второго плана | Эми Адамс                         | Номинация | [ 5 ] |
| Золотая малина | 26 марта 2022 | Худший дуэт                  | Бен Платт и любой другой персонаж | Номинация | [ 5 ] |